# Île Monsieur

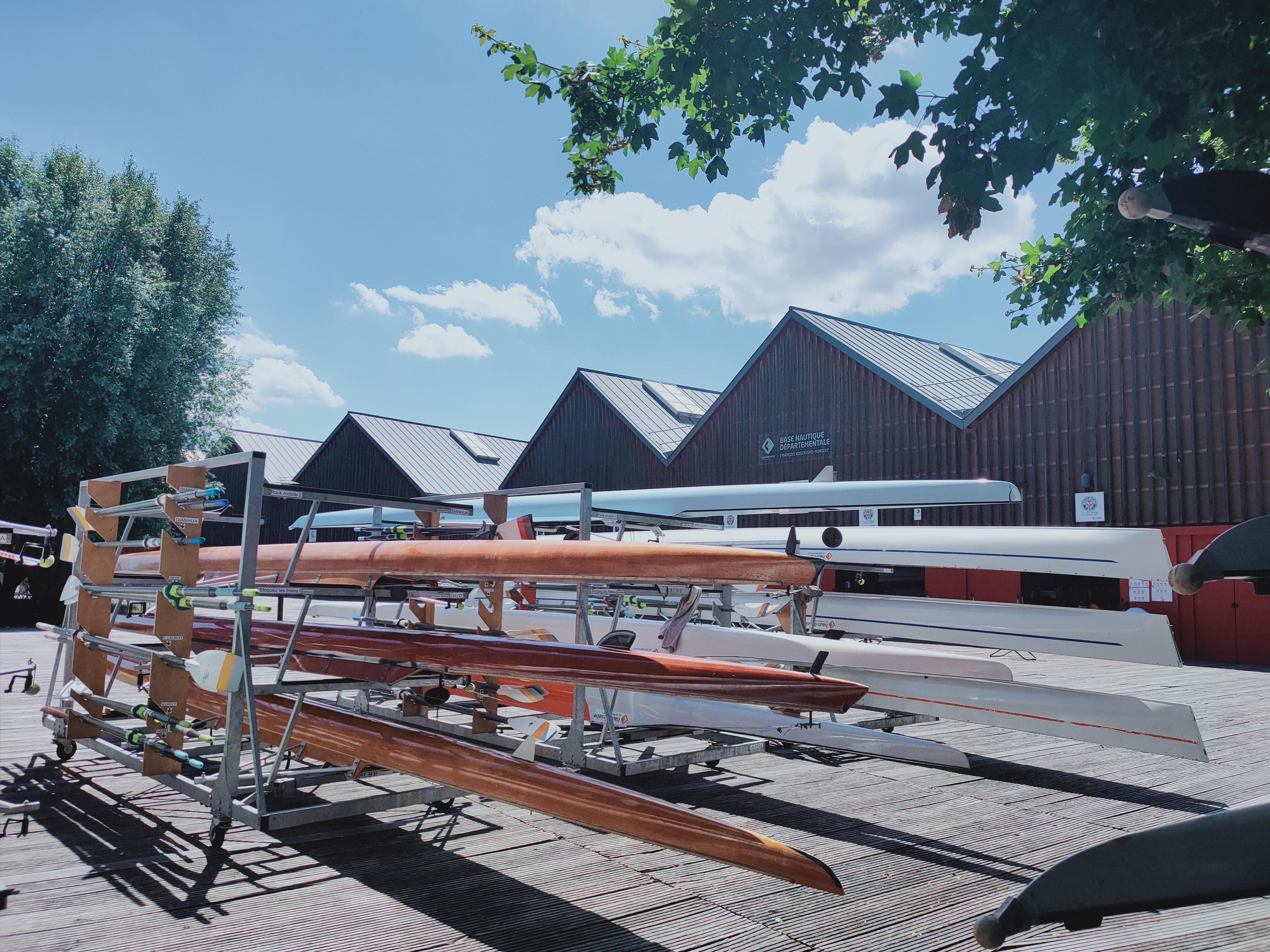
Avirons devant les hangars du parc nautique.

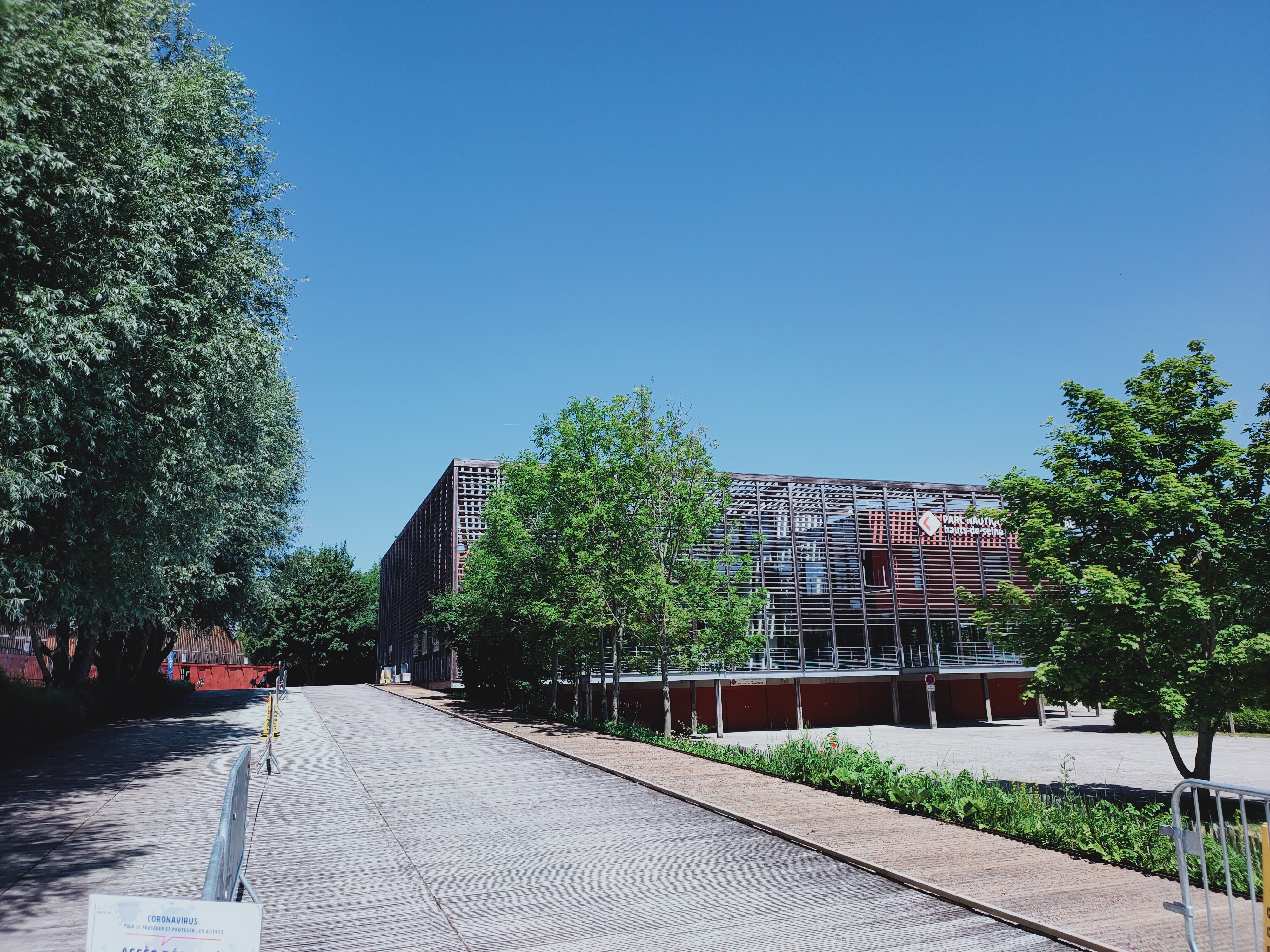
Maison des clubs.

L’île Monsieur ou parfois l'île de Monsieur est un lieu situé sur le territoire de la commune de Sèvres (Hauts-de-Seine), au bord de la Seine, en région Île-de-France. 
Elle abrite le « parc nautique départemental de l'île de Monsieur », un grand parc naturel qui accueille des clubs de sports nautiques : aviron, canoë-kayak, voile, ainsi que des manifestations sportives. 
Le parc nautique est également appelé espace naturel sensible. La faune et la flore ont été protégées. Des ruches y sont installées depuis une dizaine d'années. Des loisirs sont accessibles toute l'année, notamment un terrain de pétanque, ainsi qu'une aire de jeux pour les enfants. On y trouve également une buvette ouverte d'avril à octobre.   
La maison des clubs, qui accueille les bureaux des clubs, dispose également de grandes salles pouvant être louées pour tout type d'occasion. 

## Historique
Ce lieu était autrefois une île. Bien que ne faisant pas partie du parc de Saint-Cloud, l'île Monsieur constituait un élément de sa façade sur la Seine. Elle doit son nom à Philippe d'Orléans (1640-1701), dit Monsieur, frère du roi Louis XIV.
L’île fut plantée d’un alignement d’arbres, en continuité avec le parc. Le fleuve servait de grand canal au domaine et, comme à Versailles, il s’y donnait des fêtes nautiques.
Au XIXe siècle, le petit bras de la Seine s’obstrue, devient une zone humide et est finalement comblé. Le cadastre parle alors de l’île Rochelet. Avec la création de la voie de chemin de fer, en 1889, puis d’une gare de marchandises, on entre dans l’ère industrielle. En 1914, Louis Renault, alors fournisseur aux armées, en devient le client prépondérant.  
Durant les  XIXe et XXe siècles, elle perd complètement son aspect naturel. Le 28 octobre 1942, l’île Monsieur devient un site classé. Le projet de construction d’un centre de transit rail-route est abandonné au début des années 1980. L’île qui n’est plus utilisée à des fins industrielles depuis la fin du XXe siècle se retrouve à l’état d’abandon. 
La voie ferrée qui longeait le fleuve est déplacée le long de la route départementale 7 pour la ligne du tramway T 2 permettant l'aménagement d'un parc nautique départemental dont la construction avait fait débat auprès de la population.

## Galerie de photographies

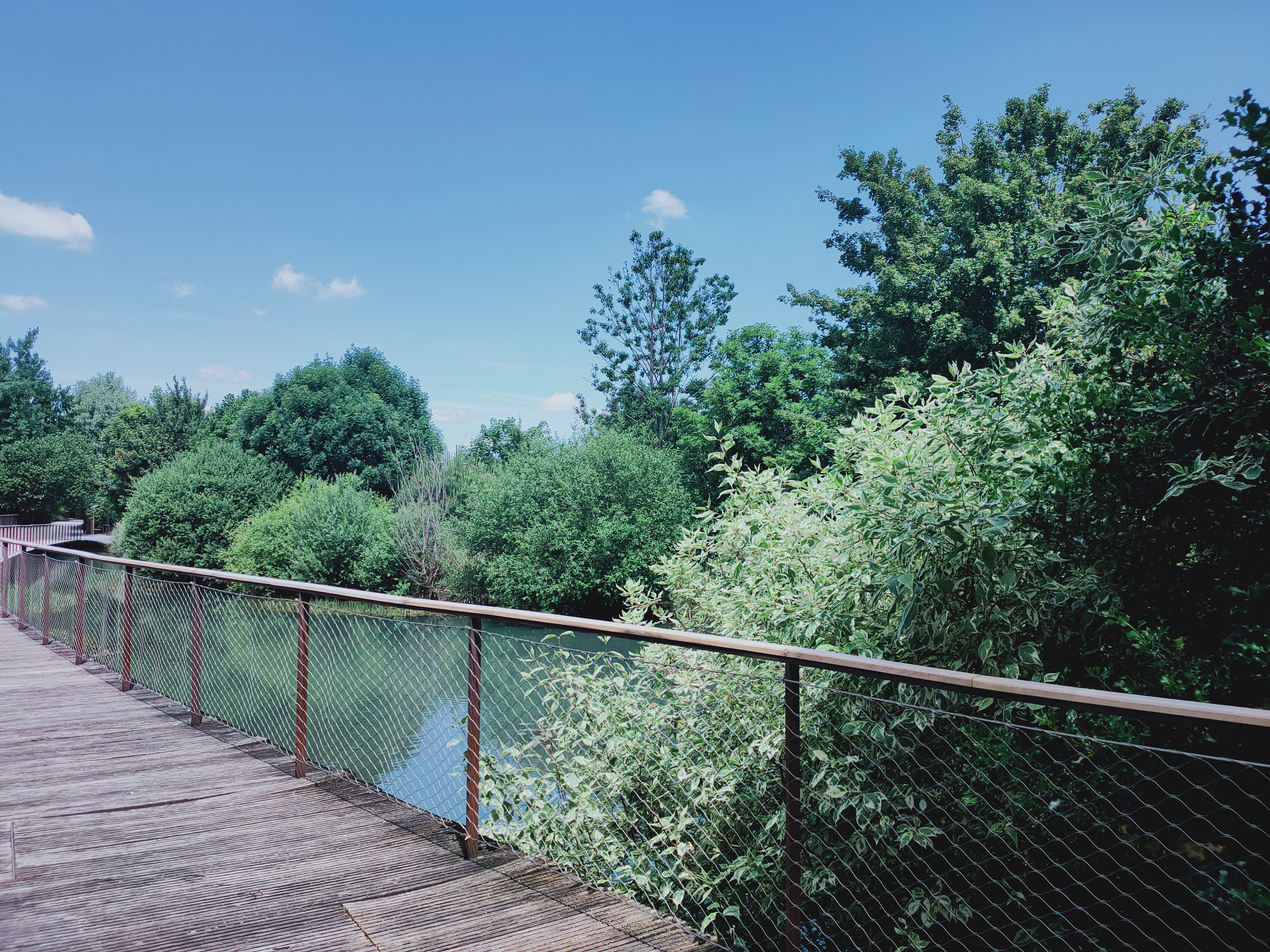
Chemin de promenade.
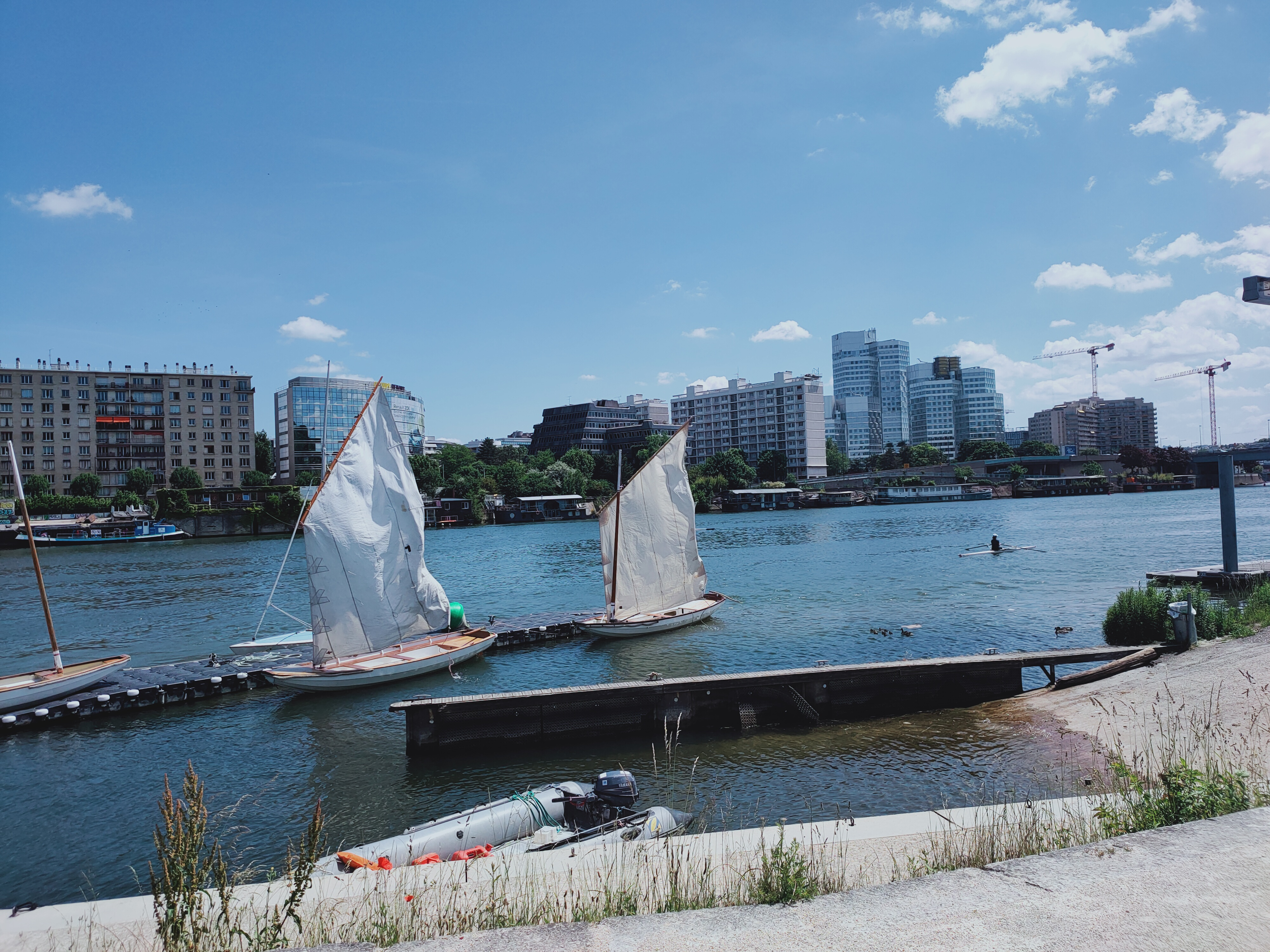
Voiliers sur le Seine.
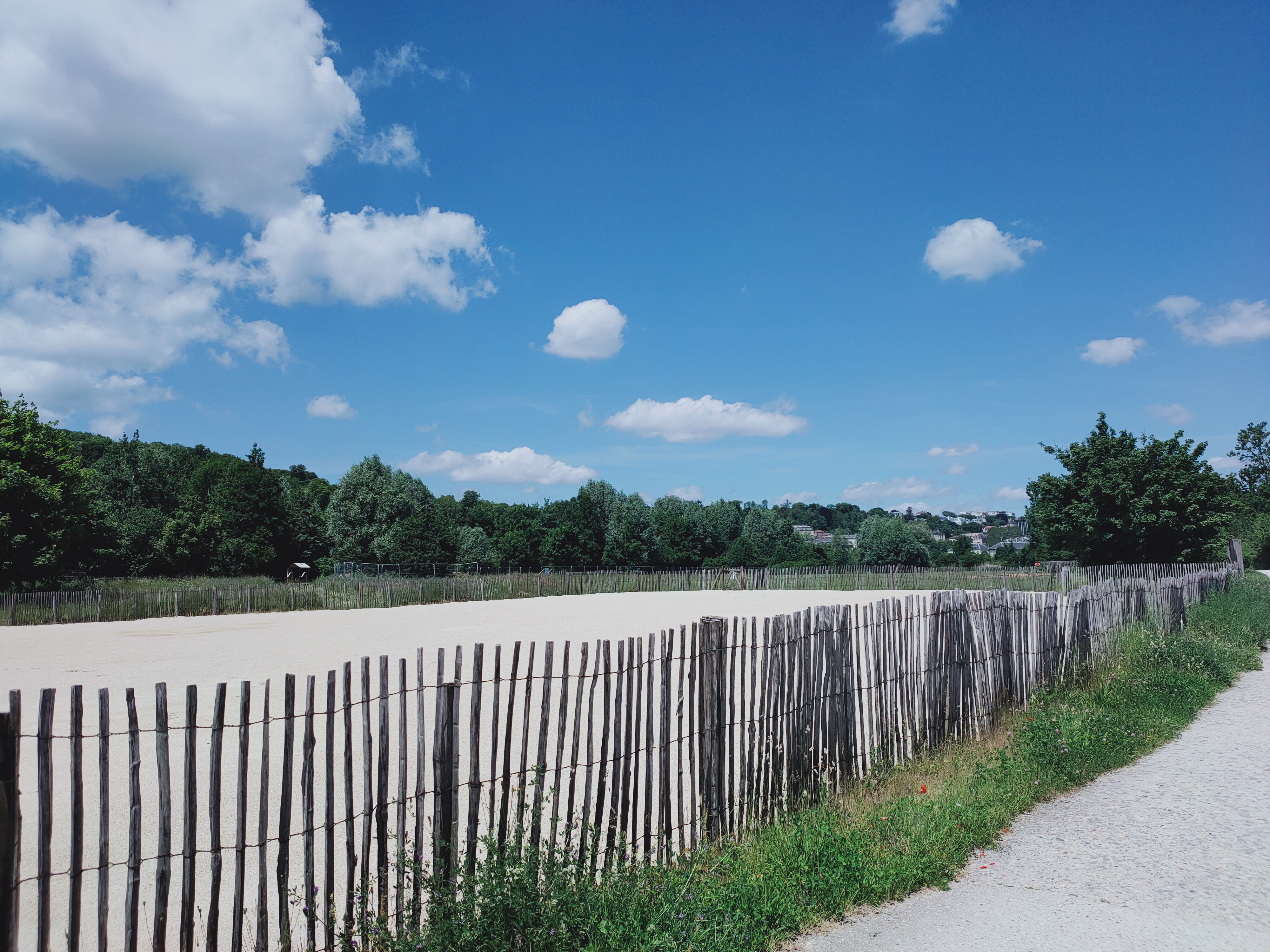
Plaine sablonneuse.
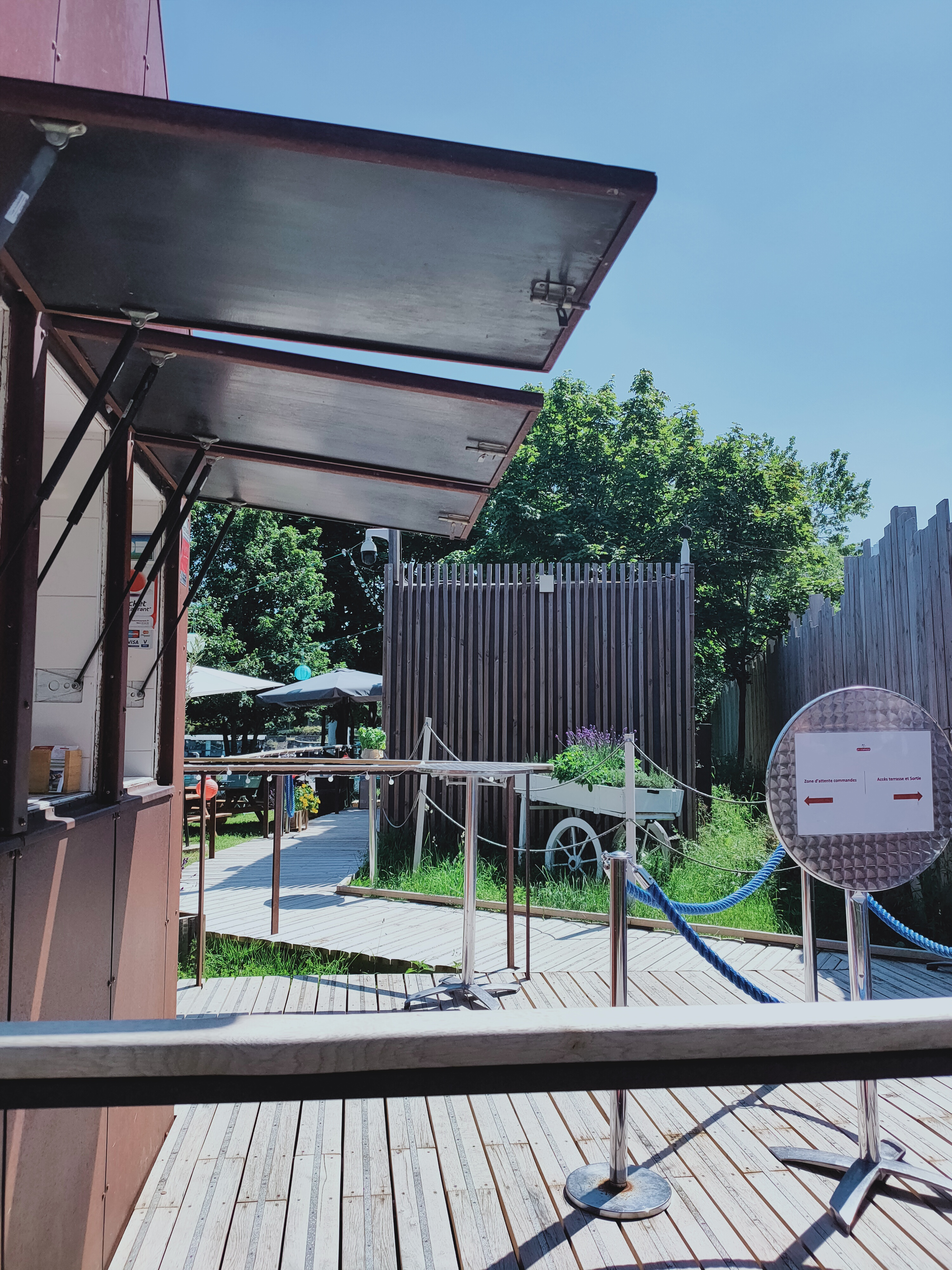
Entrée de la buvette.